# Liste des premières femmes ministres par pays

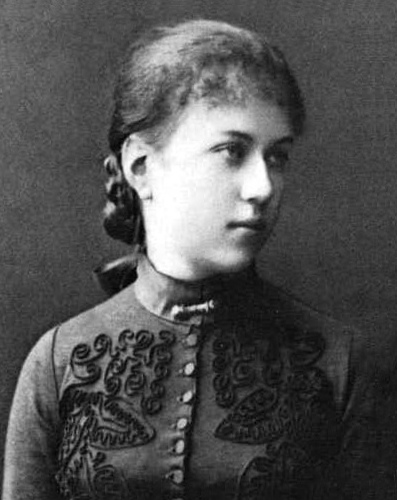
Alexandra Kollontaï, commissaire du peuple à l'Assistance publique (ministre des Affaires sociales) de la RSFS de Russie entre 1917 et 1918, est la première femme ministre d'un gouvernement dans l'histoire.

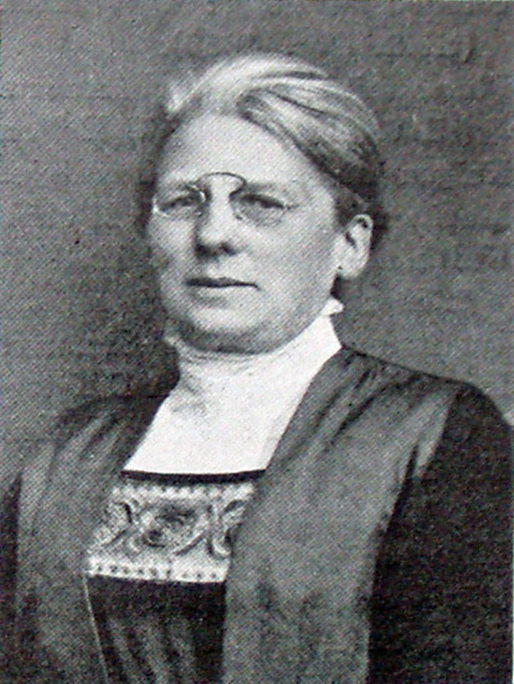
Nina Bang, ministre de l'Éducation du Danemark entre 1924 et 1926, est la première femme ministre d'un gouvernement démocratiquement élu.

Cette liste de premières femmes ministres recense, par pays, toutes les femmes qui ont été les premières femmes membres d'un gouvernement depuis les années 1910. Elles constituent alors des exceptions au sein de la vie politique mondiale, puis leur présence s'accroît dans la deuxième moitié du XXe siècle et surtout au début du XXIe siècle.

## Vue globale
Les femmes accédant à des responsabilités de ministre sont, dans la première moitié du XXe siècle, des pionnières au parcours exceptionnel, au sein de la vie politique mondiale. Cette accession devient progressivement un peu plus courante dans la deuxième moitié de ce  XXe siècle. En 1986, la Première ministre norvégienne Gro Harlem Brundtland retient l'attention lorsqu'elle nomme un nombre presque égal de femmes et d'hommes dans son équipe gouvernementale : 8 femmes ministres parmi dix-huit ministres. À la fin du siècle, en 1999, les femmes représentent 8,7 % des ministres dans le monde. Elles en représentent 16,9 % au début de 2010,. Dans quelques pays, des femmes ont été ministres avant qu'une présence féminine soit effective au sein du Parlement, comme les Émirats arabes unis, qui ont connu des femmes ministres en 2004 et des parlementaires femmes en 2006.
La question n'est souvent plus au XXIe siècle de la présence ou non de femmes dans les équipes gouvernementale mais d'une parité ou non au sein de ces équipes, de l'accès à certains ministères longtemps considérés comme « plus masculins », tel celui des Armées ou de la Défense, et de la tête de l'exécutif, c'est-à-dire les fonctions de Premier ministre ou de président,.

## Afrique
Bien des femmes africaines sont rentrées dans l'histoire en tant que dirigeantes. Dès l'Antiquité, une reine comme Cléopâtre a été l'une des plus célèbres femmes de son époque, négociant avec des généraux ou consuls romains. L'écrivaine Léonora Miano a rappelé en 2021 dans son ouvrage L'autre langue des femmes le parcours d'une douzaine de personnalités féminines subsahariennes (reines, guerrières, prêtresses, etc.), souvent méconnues en Occident, qui, telle Cléopâtre, ont pourtant marqué au fil des siècles l'histoire de l'Afrique, et sont devenues des légendes. Ce continent africain a été marqué également au XXe siècle par le mouvement de décolonisation : les femmes ont été à nouveau bien souvent au premier plan dans ces luttes pour l'indépendance. Mais elles ont été ensuite, également, souvent mises à l'écart de la sphère politique, notamment par les régimes militaires. Le retour à un fonctionnement plus ouvert et plus démocratique leur a à nouveau ouvert des opportunités, dans les années 1980 ou 1990. Mais la situation diffère selon les pays, et le Liberia par exemple, indépendant dès le XIXe siècle, compte dès 1948 une femme membre du gouvernement en tant que secrétaire d'État à l'Éducation dès 1948, Ellen Mills Scarborough, une ministre en 1972, et la première femme élue au suffrage universel à la tête d'un État africain, Ellen Johnson Sirleaf, en 2006. Un autre pays, le Rwanda, reconstruisant son mode de fonctionnement politique en 2003 sur la base d'une nouvelle constitution, a mis particulièrement l'accent sur une meilleure parité entre hommes et femmes dans les différentes institutions politiques, dont le Parlement et le gouvernement.
- Afrique du Sud
  - Rina Venter[7]
    - Ministre de la Santé et du Développement entre 1989 et 1994.

- Algérie
  - Z'hour Ounissi[8]
    - Secrétaire d'État aux Affaires sociales en 1982.
    - Ministre aux Affaires sociales entre 1984 et 1986.
    - Ministre de l'Éducation entre 1986 et 1988.

  - Nafissa Sid Cara, née dans une Algérie qui n'était pas encore indépendante, a été secrétaire d'État dès 1959 mais dans le gouvernement français, dirigé à l'époque par Michel Debré. C'est aussi la première femme ministre de la Cinquième République française et la première femme musulmane ministre en France[8],[9].

- Angola
  - Maria Mambo Café[10]
    - Ministre des Affaires sociales entre 1982 et 1986.
    - Ministre d'État, ministre de la Sphère économique et sociale entre 1982 et 1986.

- Bénin
  - Rafiatou Karimou (1946-2018[11])
    - Ministre de la Santé publique en 1989.
    - Ministre de l'Éducation primaire et secondaire en 2003.

- Botswana
  - Gaositwe K.T. Chiepe[12],[13]
    - Ministre du Commerce et de l'Industrie entre 1974 et 1977.
    - Ministre des Mines et des Ressources naturelles entre 1977 et 1984.
    - Ministre des Affaires extérieures entre 1984 et 1994.
    - Ministre de l'Éducation entre 1994 et 1999.

- Burkina Faso
  - Célestine Ouezzin Coulibaly[14]
    - Ministre de la Protection sociale, du Foyer et du Travail en 1958.
    - Ministre des Affaires sociales et du Travail entre 1958 et 1959.

- Burundi
  - Euphrasie Kandeke[15]
    - Ministre des Questions féminines entre 1982 et 1987.

  - Caritas Mategeko Karadereye[15]
    - Ministre des Affaires sociales en 1982.

- Cap-Vert
  - Maria Helena Semedo (1959-)
    - Secrétaire d'État à la Pêche entre 1991 et 1993.
    - Ministre de la Pêche, de l'Agriculture et du Développement rural entre 1993 et 1994.
    - Ministre coordinatrice entre 1993 et 1997.
    - Ministre de la Mer entre 1995 et 1998.
    - Ministre du Tourisme, des Transports et des Affaires maritimes entre 1998 et 2001.

- Cameroun
  - Delphine Zanga Tsogo (1935-)[16],[17]
    - Ministre de la Santé et de la Santé publique entre 1970 et 1975.
    - Ministre des Affaires sociales entre 1975 et 1984.

- Comores
  - Sittou Raghadat Mohamed (1952-)
    - Secrétaire d'État à la Population et aux Affaires féminines entre 1991 et 1992.
    - Ministre des Affaires sociales, du Travail et de l'Emploi entre 1993 et 1994.
    - Ministre des Affaires sociales, de l'Emploi et des Travaux en 1995.

- Côte d'Ivoire
  - Jeanne Gervais (1922- 2012)
    - Ministre de la Condition féminine de 1976 à 1983

- Djibouti
  - Hawa Ahmed Youssouf
    - Ministre déléguée auprès du Premier ministre, chargée de la Promotion des Femmes, de la Protection familiale et des Affaires sociales entre 1999 et 2005.
    - Ministre déléguée aux Affaires étrangères, chargée de la coopération en 2005.

- Égypte
  - Hikmat Abu Zayd[8]
    - Ministre des affaires sociales entre 1962 et 1965 (au sein de l'Union arabe entre 1964 et 1965).

- Érythrée
  - Fozia Hashim
    - Ministre de la Justice depuis 1993.

- Éthiopie
  - Youdith Imre
    - Ministre déléguée aux Affaires étrangères entre 1966 et 1975.

  - Woizero Mary Tadesso
    - Ministre de l'Éducation en 1991.

- Gabon
  - Antoniette Oliveira
    - Ministre des affaires sociales et des femmes entre 1980 et 1986.

- Gambie
  - Louise N’Jie
    - Ministre de la Jeunesse, des Sports et de la Culture entre 1982 et 1987.

- Ghana
  - Suzanna Al-Hassan
    - Ministre de l'Éducation entre 1961 et 1963.
    - Ministre des Affaires sociales entre 1963 et 1966 et en 1967.
    - Membre du conseil national de Défense entre 1985 et 1987 et en 1990.

- Guinée
  - Loffo Camara (1925-1971)
    - Secrétaire d'État aux Affaires sociales entre 1961 et 1968.

- Guinée-Bissau
  - Carmen Pereira
    - Ministre de la Santé et des Affaires sociales entre 1981 et 1983.
    - Ministre d'État, ministre des Affaires sociales entre 1990 et 1991.

- Kenya
  - Nyiva Mwendwa
    - Ministre de l'Héritage national, de la Culture et des Affaires sociales entre 1995 et 1998.

- Lesotho
  - Anna 'Matlelima Hlalele[18]
    - Ministre adjointe d'État, ministre de la Jeunesse et des Affaires féminines entre 1986 et 1990.

- Liberia
  - Ellen Mills Scarborough
    - Secrétaire d'État à l'Éducation entre 1948 et 1952.

  - Mai Padmore[19]
    - Ministre de la Santé et de la Sécurité sociale entre 1972 et 1973.

- Libye
  - Fatima Abkul Abd al-Hafiz Mukhtar
    - Ministre de l'Éducation entre 1989 et 2004.

- Madagascar
  - Gisèle Rabesahala[20]
    - Ministre de l'Art révolutionnaire et de la Culture entre 1977 et 1991.

- Malawi
  - Fern Favere Najere Sadyalunda
    - Ministre du Développement communautaire et de la Protection sociale entre 1975 et 1980.

- Mali
  - Inna Sissoko Cissé[21]
    - Secrétaire d’Etat aux Affaires sociales 1968 et 1972.

- Maroc
  - Aziza Bennani (1943-)[8]
    - Secrétaire d'État à la Culture entre 1997 et 1998.

- Mauritanie
  - Aïssata Touré Kane
    - Ministre de la Famille et de la Protection sociale entre 1971 et 1978[22],[23].

- Mozambique
  - Graça Machel
    - Ministre de l'Éducation et de la Culture entre 1975 et 1986.

- Namibie
  - Libertine Amathila (1940-)
    - Ministre déléguée au Gouvernement local et au Foyer entre 1987 et 1989.
    - Ministre du Gouvernement local et du Territoire entre 1989 et 1996.
    - Ministre du Gouvernement régional et du Foyer entre 1995 et 1996.
    - Ministre de la Santé et des Services sociaux entre 1996 et 2005.

- Niger
  - Aïssata Moumouni
    - Secrétaire d'État à la Santé publique, aux Affaires sociales et chargée de la Condition féminine en 1987[24]
    - Ministre des Affaires sociales et des Femmes entre 1989 et 1991.
    - Ministre de l'Éducation nationale entre 1996 et 1999.

- Nigeria
  - Ebun Oyagbola
    - Ministre fédérale du Plan national entre 1978 et 1983 ou 1984.

  - Janet Akinrinade (en), ministre fédérale de l'Intérieur, et Simi Johnson (en) ministre du Développement social durant la même période.

- Ouganda
  - Elizabeth Rukidi Nyabongo
    - Ministre des Affaires étrangères en 1974.

- République centrafricaine
  - Marie-Josèphe Zane-Fé Touam-Bona
    - Ministre des Affaires sociales entre 1970 et 1971.

  - Marie-Mathurine Silinghia
    - Ministre du Plan et de la Coopération en 1970.
    - Ministre du Plan et de l'Orientation nationale en 1970.
    - Ministre de la Coopération internationale entre 1970 et 1971.

- République démocratique du Congo
  - Sophie Lihau-Kanza[25]
    - Secrétaire d'État aux Affaires sociales entre 1966 et 1967.
    - Ministre des Affaires sociales entre 1967 et 1968.
    - Ministre d'État, ministre des Affaires sociales entre 1969 et 1970.

- Rwanda
  - Madeleine Ayinkamiye
    - Ministre des Affaires sociales et de la Santé publique entre 1964 et 1965.

- République du Congo
  - Charlotte Kisimba
    - Ministre des Services publics en 1970.

- Sahara occidental
  - Nema Ould al-Joumani
    - Ministre entre 1982 et 1985.

- Sao Tomé-et-Principe
  - Alda Neves da Graça do Espirito Santo
    - Ministre de la Culture et de l'Éducation entre 1975 et 1978.
    - Ministre de l'Information et des Affaires sociales entre 1978 et 1980.

- Sénégal
  - Caroline Faye Diop
    - Ministre des Affaires sociales entre 1978 et 1981.
    - Ministre d'État entre 1982 et 1983.

- Sierra Leone
  - Ella Koblo Gulama[26]
    - Ministre d'État en 1962.
    - Ministre sans portefeuille entre 1962 et 1967.

- Somalie
  - Nur Ilmi Uthma
    - Ministre de la Santé en 1994.

- Somaliland
  - Edna Adan Ismaïl (1937-)
    - Ministre de la Protection familiale et du Développement social entre 2002 et 2003.
    - Ministre des Affaires étrangères en 2003.

- Soudan
  - Nafisah Ahmad al-Amin[8]
    - Ministre de la Jeunesse et des Sports entre 1971 et 1972.

  - Fatima Abdel Mahmoud[8]
    - Ministre d'État entre 1975 et 1976.
    - Ministre des Affaires sociales entre 1976 et 1979.

- Swaziland
  - Fanny Friedman (1926-)
    - Ministre de la Santé entre 1987 et 1993.
- Tanzanie
  - Bibi Titi Mohammed
    - Ministre de la Santé entre 1962 et une date inconnue.

  - Julie Manning
    - Ministre de la Justice entre 1975 et 1979.

- Togo
  - Bibi Yao Savi de Tore
    - Ministre de la Justice entre 1978 et 1982.

  - Biyémi Kekeh
    - Ministre des Affaires sociales, de la Santé et des Femmes entre 1978 et 1981.

- Transkei
  - Stella N. Sigcau
    - Ministre de l'Éducation entre 1970 et 1973.
    - Ministre de l'Intérieur, de l'Industrie, du Commerce et du Tourisme entre 1973 et 1978.
    - Ministre des Affaires internes, des Postes et Télécommunications entre 1978 et 1981.
    - Ministre des Postes et des Télécommunications ente 1981 et 1987.

- Tunisie
  - Fethia Mzali (1927-2018)
    - Ministre de la Famille et des Femmes entre 1983 et 1986.

- Zambie
  - Mutumba Mainga
    - Ministre de la Santé entre 1973 et 1976.

- Zanzibar
  - Manical Mastura Ali Salem
    - Ministre de la Culture entre 1981 et 1983.
    - Ministre de la Santé de 1983 à 1990.

- Zimbabwe
  - Joice Mujuru
    - Ministre de la Jeunesse, du Sport et du Temps libre en 1980.
    - Ministre du Développement communautaire et des Affaires féminines entre 1980 et 1985.
    - Ministre d'État auprès du Premier ministre de 1985 à 1988.
    - Ministre du Développement communautaire, des Coopératives et des Affaires féminines entre 1988 et 1992.
    - Ministre résident entre 1992 et 1996.
    - Ministre de l'Information, des Postes et des Télécommunications entre 1996 et 1997.
    - Ministre des Ressources rurales et du Développement aquifère en 1997.
    - Ministre de la Défense en 2001.

## Amérique
En Amérique latine, Isabel Martínez de Perón a marqué l'histoire de son pays, l'Argentine, en étant élue vice-présidente puis en en devenant la présidente de juillet 1974 à mars 1976. Elle sera suivie au plus haut niveau de l'exécutif argentin par Cristina Fernández de Kirchner, présidente de 2007 à 2015. Au Chili, Michelle Bachelet a également été à la tête de l'État dans les années 2000, puis a été à nouveau élue dans les années 2010. Le pourcentage de femmes, par rapport au nombre total de ministres en Amérique latine, passe de 8 % en 1998 à 25 % en 2008. La situation de 2008 est toutefois disparate avec un gouvernement paritaire au Nicaragua et un pourcentage de 41 % au Chili, et, à l'autre extrême, de 8 % au Guatemala ou au Brésil cette année-là. La pionnière en Amérique latine, ayant rang de ministre au sein des équipes gouvernementales, est sans doute Clara González, au Panama, vice-ministre du Travail, des Affaires sociales et de la Santé publique entre 1945 et 1946.
En Amérique du Nord, le Canada a eu une femme à la tête de l'exécutif pendant une période relativement courte, en 1993, avec Kim Campbell. Ellen Fairclough a été la première femme de ce pays à un poste de ministre fédéral en 1958, après avoir été secrétaire d'État l'année précédente. Les États-Unis n'ont jamais eu, pour l'instant, une femme à la tête de leur exécutif fédéral, même si Kamala Harris a été vice-présidente des États-Unis, du 20 janvier 2021 au 20 janvier 2025, puis candidate démocrate à l'élection présidentielle américaine de 2024. Quelques années auparavant, Hillary Clinton a été elle-aussi candidate démocrate à la présidence en 2016, dans une élection où elle a été longtemps donnée favorite. Frances Perkins a été la première femme à siéger au sein du cabinet présidentiel fédéral américain, dès 1933, comme secrétaire au Travail des États-Unis, pendant 12 ans, menant d'importantes réformes sociales, sous la présidence de Roosevelt.
- Anguilla
  - Albena Lake-Hodge (1920-1985)
    - Ministre des Affaires sociales entre 1976 et 1980.
    - Ministre de l'Éducation entre 1984 et 1985.

- Antigua-et-Barbuda
  - Gertel Thom
    - Ministre de la Justice entre 2001 et 2004.

- Antilles néerlandaises
  - Lucinda Elona da Costa Gomez-Matheeuws
    - Ministre de la Santé et de l'Environnement entre 1970 et 1977.
    - Ministre de la Protection, de la Jeunesse, des Sports, de la Culture et du Temps libre entre 1971 et 1977.
    - Ministre des Affaires étrangères et de la Défense en 1977.

- Argentine
  - Alejandra Giovarini
    - Ministre du Travail et des Affaires sociales entre 1952 et 1955.

- Aruba
  - Ella Tromp-Yarzagargay
    - Ministre plénipotentiaire des Pays-Bas entre 1991 et 1993 et entre 2001 et 2006.
    - Ministre des Finances entre 1993 et 1994.
- Bahamas
  - Doris Louise Johnson (1921-1983)
    - Ministre sans portefeuille entre 1968 et 1969.
    - Ministre des Transports entre 1969 et 1972.

- Barbade
  - Odessa Gittens
    - Secrétaire d'État à l'Éducation entre 1966 et 1971.

  - Billie Miller (1944-)
    - Ministre de l'Éducation entre 1981 et 1986.
    - Ministre de la Culture entre 1985 et 1986.
    - Ministre des Affaires étrangères entre 1994 et 2008.

- Belize
  - Gwendolyn Lizarraga (1901-1975)
    - Ministre de l'Éducation, du Logement et des Services sociaux de 1961 à 1974.

- Bermudes
  - Gloria Juanita McPhee
    - Ministre de la Santé et des Affaires sociales de 1968 à 1972.
    - Ministre de l'Éducation et des Librairies ? de 1972 à 1976.
    - Ministre du Plan, du Foyer et de l'Environnement de 1976 à 1977.

- Brésil
  - Sandra Martins Cavalranti (1913-1991)
    - Secrétaire d'État à la Sécurité sociale entre 1962 et 1964.

  - Esther Figueiredo Ferraz (1915-2009)
    - Ministre de l'Éducation entre 1982 et 1985.

- Îles Caïmans
  - Sybil McLaughlin (1928-)
    - Ministre de l'Éducation entre 1996 et 1998.

- Canada :
  - Ellen Fairclough (1905-2004)
    - Secrétaire d'État de 1957 à 1958.
    - Ministre de la Citoyenneté et de l'Immigration de 1958 à 1962
    - Ministre des Postes de 1962 à une date inconnue.

- Chili
  - Deux femmes sont nommées sous-secrétaires d'État en 1931 et 1932.
  - Adriana Olguín
    - Ministre de la Justice en 1952.

- Colombie
  - Josefina Valencia Muñoz (1913-1991)
    - Ministre de l'Éducation entre 1956 et 1957.

- Costa Rica
  - Estela Quesada
    - Ministre de l'Éducation entre 1958 et 1962.
    - Ministre du Travail et des Affaires sociales entre 1978 et 1982.

- Cuba
  - María Gómez Garbonell
    - Ministre sans portefeuille de 1952 à 1953

  - Julia Eugenia Consuegra Rudriguez
    - Ministre sans portefeuille entre 1952 et 1953.

- Dominique
  - Phyllis Shand Allfrey (1908-1986)
    - Ministre du Travail et des Affaires sociales entre 1958 et 1961.

- Équateur
  - Nela Martínez (1912-2004)
    - Ministre de l'Intérieur en 1944.

  - Margarita Cedeños de Armijos
    - Ministre des Affaires sociales en 1979.

- États-Unis :
  - Frances Perkins (1882-1965)
    - Secrétaire au Travail de l'administration Roosevelt du 4 mars 1933 au 30 juin 1945.

  - Oveta Culp Hobby (1905-1995)
    - Secrétaire à la Santé, à l'Éducation et aux Services sociaux de l'administration Eisenhower du 11 avril 1953 au 13 juillet 1955.

- Grenade
  - Cynthia Gairy
    - Ministre des Affaires sociales entre 1961 et 1965 et 1967.
    - Ministre des Affaires sociales, de la Culture du Développement de la communauté.

- Guatemala
  - Une femme est secrétaire d'État aux Affaires sociales en 1971.
  - Ruth Chicas Redón de Sosa
    - Ministre de la Protection sociale en 1978.

- Guyana
  - Janet Jagan
    - Ministre du Travail, de la Santé et du Foyer entre 1957 et 1961.
    - Ministre des Affaires intérieures de 1963 à 1964.

- Haïti
  - On compte une sous-secrétaire d'État à l'Éducation nationale en 1946.
  - On compte une secrétaire d'État en 1986.
  - Rosemarie Nazan
    - Ministre de l'Information et de la Coordination entre 1989 et 1990.

- Honduras
  - Alba Alonso de Quesada
    - Secrétaire du ministère du Travail en 1962.

- Jamaïque
  - Rose Agatha Leon (1913-1999)
    - Ministre de la Santé et du Travail 1953 et 1960.
    - Ministre du Gouvernement local entre 1972 et 1976.

- Îles Malouines
  - Mary Jennings (1908-1986)
    - Membre du gouvernement entre 1980 et 1984.

- Mexique
  - Amalia de Castillo Lédon
    - Sous-secrétaire d'État à l'Éducation pour la Culture entre 1958 et 1962.

- Montserrat
  - Mary Rose Tuitt (1930-)
    - Ministre sans portefeuille entre 1968 et 1969.
    - Ministre des Transports entre 1969 et 1972.

- Nicaragua
  - Olga Nuñez de Sassallow
    - Vice-ministre de l'Éducation entre 1950 et 1956.

  - María Helena de Perras
    - Ministre de l'Éducation en 1974 et entre 1978 et 1979.

- Panama
  - Clara González
    - Vice-ministre du Travail, des Dispositions sociales et de la Santé publique entre 1945 et 1946.

  - Maria Santa Domingo de Miranda
    - Ministre des Affaires sociales de 1950 à une date inconnue.

- Paraguay
  - Maria Cyntia Prieto Conti de Alegre
    - Ministre de la Santé et des Affaires sociales entre 1989 et 1993.

- Pérou
  - Mercedes Cabanillas Bustamente
    - Ministre de l'Éducation entre 1987 et 1989 et entre 1989 et 1990.

- Québec
  - Marie-Claire Kirkland-Casgrain
    - Ministre sans portefeuille entre 1962 et 1964.

- Saint-Christophe-et-Niévès
  - Constance V. Mitcham
    - Ministre des Affaires féminines entre 1984 et 1992.
    - Ministre de l'Éducation en 1986.
    - Ministre du Travail, du Tourisme et de l'Éducation en 1987.
    - Ministre de la Santé et du Travail entre 1989 et 1992.
    - Ministre de l'Éducation en 1989.
    - Ministre de la Santé et du Tourisme en 1992.
    - Ministre de la Santé, du Travail et des Affaires féminines entre 1994 et 1995.

- Sainte-Lucie
  - Heraldine Rock
    - Ministre du Logement, du Développement communautaire, du Gouvernement local, des Affaires sociales, des Coopératives, de l'Alimentation et de l'Eau entre 1974 et 1980.

- Saint-Vincent-et-les-Grenadines
  - Yvonne Francis-Gibson
    - Ministre de l'Éducation, de la Culture, de la Jeunesse et des Affaires féminines entre 1989 et 1994.
    - Ministre de la Santé entre 1994 et 1996.
    - Ministre de l'Environnement entre 1996 et 1998.
    - Ministre d'État en 1998.

- Salvador
  - Maria Julia Castillo Rodas
    - Sous-secrétaire d'État à la Santé entre 1974 et 1981.

  - Mirna Liévano de Márques Márquez
    - Ministre du Plan, de la Coordination économique et du Développement social entre 1989 et 1992.

- Suriname
  - Siegmien Staphorst
    - Ministre délégué au Travail et au Foyer en 1980.
    - Ministre des Affaires sociales et du Foyer en 1980.

- Trinité-et-Tobago
  - Isabella U. Teshea
    - Ministre de la Santé entre 1963 et 1967.
    - Ministre du Foyer entre 1963 et 1970.
    - Ministre de l'Éducation entre 1971 et 1975.

- Îles Turques-et-Caïques
  - Arabella Smith
    - Ministre des Ressources naturelles entre 1991 et 1994.
    - Ministre de l'Éducation, de la Jeunesse et des Sports entre 1994 et 1996.

- Uruguay
  - Alba Roballo
    - Ministre de l'Éducation et de la Protection sociale en 1968.

- Venezuela
  - Aura Celina Casanova
    - Ministre du Développement en 1969.

- Îles Vierges britanniques
  - Paula F. Beaubrun (1908-1986)
    - Ministre de la Justice entre 1971 et 1978.

## Asie
Dans les pays asiatiques du sud et du sud-est ayant acquis leur indépendance dans la deuxième moitié du XXe siècle, après avoir soulevé le joug de puissances coloniales européennes, une des particularités est l'émergence de familles qui parviennent à détenir le pouvoir, et créent de solides réseaux de partisans dans leur pays, souvent durant la lutte anticoloniale. Ces réseaux et la fidélité de ces partisans à leur famille bénéficient ensuite à leur héritier ou leur héritière. Plusieurs femmes ont ainsi accédé au pouvoir en s'appuyant sur de tels réseaux, malgré bien souvent l'opposition de partis conservateurs ou de militaires, réticents à admettre une femme à la tête de l’exécutif. C'est par exemple, Indira Gandhi en Inde, Sheikh Hasina au Bangladesh, Benazir Bhutto au Pakistan, Megawati Sukarnoputri en Indonésie, Sirimavo Bandaranaike ou Chandrika Kumaratunga au  Sri Lanka (anciennement Ceylan), ou encore Aung San Suu Kyi en Birmanie. Ces personnalités ont contribué à ouvrir la voie des hautes fonctions exécutives aux femmes, même si elles n'ont pas, loin de là, imposé une parité au sein de leurs gouvernements,,.
Dans les pays arabes du Moyen-Orient, l’accès des femmes aux postes ministériels du pouvoir exécutif date de la seconde moitié du XXe siècle. Un des premiers pays à s’engager dans cette voie est l’Irak, avec la nomination de Naziha al-Dulaimi comme ministre des Municipalités en 1959. L'accès des femmes à ces postes est souvent bien plus récent, et ne se produit, pour plusieurs de ces pays arabes, qu'au XXIe siècle. Un cas particulier au Moyen-Orient est Israël avec une personnalité très forte, Golda Meir, nommée ministre du Travail dès 1949, puis ministre des Affaires Etrangères en 1956, pour devenir vingt ans plus tard Première ministre de ce pays,.
- Afghanistan
  - Kubra Noorzai (1932-1986)
    - Ministre de la Santé publique entre 1965 et 1969.

- Arabie saoudite
  - Norah Al-Fayez
    - Vice-ministre de l'Éducation entre 2009 et 2015.

- Arménie
  - Rema Kh. Svetlova (1927-1986)
    - Ministre en 1975.

- Azerbaïdjan
  - Tira Aza-Kyzy Tairova
    - Ministre des Affaires étrangères entre 1959 et 1983.

- Bangladesh
  - Nurjahan Murshed
    - Ministre d'État, ministre de la Santé et de la Protection sociale entre 1972 et 1973.
    - Ministre des Affaires sociales et du Planning familial entre 1973 et 1975.

  - Badrunnessa Ahmed
    - Ministre de l'Éducation entre 1973 et 1975.

  - Ce pays compte une première ministre femme dès 1991, Khaleda Zia.

- Bahreïn
  - Hind bint Sulman Al-Khalifa
    - Sous-secrétaire d'État au Travail et aux Affaires sociales en 2000.

  - Nada Abbas Haffadh
    - Ministre de la Santé entre 2004 et 2007.

- Bhoutan
  - Ashi Sonam Chhoden Wangchuk
    - Ministre des Finances entre 1990 et 1991 et entre 1996 et 1997.

- Birmanie
  - Daw Ba Maung Chien[30]
    - Chargée des affaires maritimes, avec rang de ministre, du 26 mars 1952 au 12 juin 1954.

  - Khin Kyi
    - Ministre de la Protection sociale entre 1953 et 1960.

- Brunei
  - Hajah Masna of Brunei
    - Ministre des Affaires étrangères en 1997, en 1998, en 1999, en 2000, en 2001, en 2002, en 2003, en 2004, en 2005.

- Cambodge
  - Tong Siv Eng
    - Secrétaire d'État au Travail et à l'Action sociale entre 1958 et 1959.
    - Ministre de l'Action sociale entre 1959 et 1961.
    - Ministre de la Santé entre 1963 et 1968.

- Chine
  - Feng Yunhe (1898-1988)
    - Ministre de l'Industrie textile de 1949 à 1954 et en 1982.

- Corée du Nord
  - Ho Chong-suk
    - Ministre de la Culture entre 1948 et 1957.
    - Ministre de la Justice en 1957.

- Corée du Sud
  - Yim Yong-shi
    - Ministre du Commerce et de l'Industrie en 1948.

- Émirats arabes unis
  - Aysha al-Sayaar
    - Vice-ministre de l'Éducation en 1996.

  - Lubna Khalid Al Qasimi
    - Ministre de l'Économie et du Plan entre 2000 et 2004.

- Géorgie
  - Zinadia A. Kuadhadze
    - Ministre du Commerce entre 1957 et 1959.

- Inde
  - Lakshmi Sahgal (1914-2012 )
    - Ministre des Affaires féminines du gouvernement provisoire de l'Inde libre de 1943 à 1945.

  - Rajkumari Amrit Kaur (1889-1964)
    - Ministre de la Santé entre 1947 et 1956.

  - Amrit Kaur (1889-1964)
    - Ministre de la Communication entre 1951 et 1952.

- Indonésie
  - Maria Ulfah Santoso
    - Ministre des Affaires sociales entre 1946 et 1947.

- Irak
  - Naziha al-Dulaimi (1923-2007)
    - Ministre des Municipalités de 1959 à 1960.
    - Ministre d'État sans portefeuille en 1960.

- Iran
  - Farrokh-Rou Parsa (?-1981)
    - Ministre de l'Éducation entre 1968 et 1971.

  - En septembre 2009, le Parlement iranien a rejeté deux des trois femmes proposées par le président Mahmoud Ahmadinejad, les premières femmes proposées en trente ans d'histoire de cette république islamique[2].

- Israël
  - Golda Meir (1898-1978)[35]
    - Ministre du Travail entre 1949 et 1956.
    - Ministre des Affaires sociales de 1949 à 1952.
    - Ministre des Affaires étrangères de 1956 à 1974.

- Japon
  - Deux femmes sont vice-ministres en 1948.
  - Masa Nakayama
    - Ministre des Affaires sociales en 1960.

- Jordanie
  - Inamal al-Mufti[8]
    - Ministre des Affaires sociales entre 1979 et 1982.

- Kazakhstan
  - Zaure S. Omarova
    - Ministre des Affaires sociales entre 1966 et 1980.
- Kirghizistan
  - Koulouypa Konduchalova
    - Ministre de la Culture de 1958 à 1980.

- Koweït
  - Rasha as-Sabakh
    - Sous-secrétaire d'État à l'Enseignement supérieur en 1991.

  - Maasouma Moubarak
    - Ministre du Plan et du Développement administratif en 2005.

- Kurdistan
  - Kafia Kareem
    - Ministre des Municipalités en 1999.

  - Nazaneen Muhammad Wasu
    - Ministre des Travaux publics et du Foyer en 1999.

  - Nasreen Mustafa Sadiq
    - Ministre de la Reconstruction et du Développement entre 1999 et 2003.

- Laos
  - Pany Yathotou
    - Ministre entre 1987 et 1998.

- Liban
  - Leila Solh[8]
    - Ministre de l'Industrie entre 2004 et 2005.

  - Wafaa Hamza[8]
    - Ministre d'État, ministre de la Santé entre 2004 et 2005.

- Macao
  - Adelina Carvalho
    - Sous-secrétaire d'État à l'Administration entre 1985 et 1986.

- Malaisie
  - Abdul Majid Hashiim
    - Ministre des Affaires sociales de 1969 à 1973.

- Maldives
  - Moomina Haleem
    - Ministre de la Santé de 1977 à une date inconnue.

- Maurice
  - Radhamanay Roonoosarny
    - Ministre des Affaires féminines et des Consommateurs entre 1975 et 1976.

- Mongolie :
  - D. Puntsag
    - Ministre de la Santé de 1930 à une date inconnue.

- Népal
  - Dwarka Chand Thakumrani
    - Ministre de la Santé et du Gouvernement local entre 1959 et 1961.

  - Shusila Thapa
    - Ministre de la Santé entre 1964 et les années 1970.

- Oman
- Aisha al-Siabia[8]
  -     - Ministre de l’artisanat en 2003.

- Ouzbékistan
  - Yadar Sadykovna Nasriddinova
    - Ministre de la Construction et de l'Industrie entre 1952 et 1959.

- Pakistan
  - Mahmooda Saleem Khan
    - Ministre de l'Éducation entre 1962 et 1966.

- Palestine
  - Intissar al-Wazir
    - Ministre des Affaires sociales entre 1994 et 2000 et entre 2000 et 2003 et entre 2003 et 2005.

- Qatar
  - Sheikha Ahmed al-Mahmoud}[8]
    - Secrétaire d'État à l'Éducation et à l'Enseignement supérieur entre 1996 et 2003
    - Ministre de l'Éducation en 2003.

- Seychelles
  - Rita Sinon
    - Ministre des Affaires domestiques entre 1986 et 1989.

- Singapour
  - Seet Ai Mee (1943-)
    - Ministre d'État, ministre du Développement communautaire entre 1988 et 1991.

- Sri Lanka
  - Wimala Wijewardhna
    - Ministre de la Santé entre 1956 et 1959.
    - Ministre du Gouvernement local entre 1959 et 1960.

  - Ce pays a connu une femme Première mministre dès juillet 1960, Sirimavo Bandaranaike. Une autre femme devient Première ministre en 1994, Chandrika Kumaratunga, puis présidente de la République démocratique socialiste du Sri Lanka quelques mois plus tard, en novembre 1994. Et ceci dans un contexte marqué par des attentats : elle est elle-même visée par un attentat en 1999 perpétré par les Tigres tamouls et y perd l'œil droit. À l'élection présidentielle de novembre 1994, les deux ultimes candidats étaient tous les deux des femmes[36],[37].

- Syrie
  - Nadjah Attar[8]
    - Ministre de la Culture entre 1976 et 2000.

- Tadjikistan
  - A.N. Atanepesova
    - Ministre entre environ 1960 et 1965.

- Taïwan
  - Shirley Kuo Wang-jung
    - Ministre des Finances entre 1988 et 1990.
    - Ministre d'État entre 1990 et 1998.
    - Ministre sans portefeuille entre 1998 et 1999.
    - Ministre d'État entre 1999 et 2000.

- Thaïlande
  - Leosak Sombatsiri
    - Ministre de la Communication entre 1976 et 1978.

  - Wimonsiri Chamnawet
    - Ministre des Universités entre 1976 et 1978.

- Tibet
  - Jetsun Pema (1940-)
    - Ministre de l'Éducation du gouvernement en exil entre 1990 et 1994.

- Timor oriental
  - On compte plusieurs femmes ministres en 2001.

- Turquie
  - Türkân Akyol
    - Ministre de la Santé en 1971.
    - Ministre d'État, ministre des Affaires féminines et familiales auprès du Premier ministre entre 1992 et 1995.

- Turkménistan
  - Khally Nazarova
    - Ministre des Affaires sociales entre 1959 et 1962.

- République du Viêt Nam
  - Nguyễn Thị Bình
    - Ministre des Affaires étrangères de 1969 à 1976.
    - Ministre de l'Éducation de 1976 à 1987.

- Viêt Nam
  - Dương Quỳnh Hoa
    - Ministre des Affaires sociales et des Handicapés de 1969 à 1979.
    - Ministre de la Santé, des Affaires sociales et des Handicapés en 1975.

- Yémen
  - Amat Al-Aleem Alsoswa
    - Sous-secrétaire d'État à l'Information entre 1991 et 2000.
    - Ministre des Droits de l'Homme entre 2003 et 2005.

## Europe
Au sein des pays européens, les pays scandinaves ont été, durant le XXe siècle ceux où l'accès aux femmes à la fois au droit de vote, aux parlements et aux postes de responsabilité ministériels a été le plus rapide. Tout d'abord, le Danemark, la Norvège et la Suède sont des monarchies et leur monarque a pu être une femme comme Marguerite Ire au XIVe siècle ou plus récemment Margrethe II au Danemark depuis 1972. Mais par ailleurs, Vigdís Finnbogadóttir est  la première femme au monde élue au suffrage universel direct à la tête d'un État, en Islande, en 1980. Nina Bang est la première femme  occupant la fonction de ministre au Danemark, dès 1924, et Miina Sillanpää est la première personnalité féminine ministre en Finlande, dès 1926. Gro Harlem Brundtland est la première femme Première ministre de Norvège (en 1990) : elle a marqué les esprits en constituant un gouvernement presque paritaire, à un poste près.
Dans les pays européens de l'ancien Bloc de l'Est, dès les années qui ont suivi la Seconde Guerre mondiale, entre 1945 et 1950, 15 femmes ont été membres de gouvernements, dont 11 avec le rang de ministres, en Bulgarie, Tchécoslovaquie, Hongrie, Roumanie, Yougoslavie (dans les États qui constituaient cet État fédéral), ainsi qu'en République soviétique d’Estonie. En comparaison, aucune femme n’avait accédé à de telles fonctions avant 1945, sauf en Pologne. Le nombre de femmes participant à des gouvernements au sein de ce Bloc de l'Est s’accroît encore dans les années 1950. Dans les décennies qui suivent, Savka Dabčević-Kučar est présidente du gouvernement croate (au sein de la Yougoslavie entre 1967 et 1969). Milka Planinc est présidente du Conseil fédéral exécutif de Yougoslavie de 1982 à 1986. En Europe centrale et en Europe de l'Est, après la fin de la domination soviétique, Kazimira Prunskienė dirige le gouvernement de Lituanie, en tant que Première ministre, à la suite de la déclaration d'indépendance de ce pays le 11 mars 1990. En Pologne, Hanna Suchocka est  la première femme à occuper le poste de présidente du Conseil des ministres polonais, de 1991 à 1992. Reneta Indjova devient Première ministre de Bulgarie de 1994 à 1995. Vaira Vīķe-Freiberga devient présidente de la République de Lettonie en 1999 à 2007, durant deux mandats. Dalia Grybauskaitė devient présidente de la République de Lituanie de 2009 à 2019, après avoir été ministre des Finances dans les années 2000. Jadranka Kosor devient Première ministre de Croatie de 2009 à 2011. La présence, de façon assez régulière, de femmes au plus haut niveau du pouvoir exécutif est un fait acquis.
Le cas de l'URSS est un peu particulier avec deux femmes révolutionnaires qui ont marqué les esprits dès la période de la révolution, Alexandra Kollontaï commissaire du peuple à l'Assistance publique de 1917 à 1918 (ce qui est considéré comme équivalent à une responsabilité ministérielle) et Sophie Panine, surnommée la comtesse rouge, membre d'une commission ministérielle en 1917.
Les pays de l'Europe de l'Ouest sont à la traîne, en comparaison, sur l'accès des femmes aux fonctions de ministre, même s'il y en a eu quelques-unes avant la Seconde Guerre mondiale, notamment au Royaume-Uni, en Irlande et en Espagne. Quelques personnalités féminines au plus haut sommet de leur État ont pourtant été particulièrement remarquées comme Mary Robinson et Mary McAleese en Irlande, mais surtout Margaret Thatcher au Royaume-Uni, ou Angela Merkel en Allemagne.
Au début du XXIe siècle, explique le chercheur Sébastien Michon, « de manière plus ou moins progressive, la féminisation du personnel politique des pays européens est aujourd’hui une tendance générale [...]. Mais si [cette féminisation] est avérée, la parité est encore loin d’être atteinte ».
- Åland
  - Marianne Eliasson
    - Ministre en 1975 et entre 1976 et 1979.

- Albanie
  - Naxhije Dume
    - Ministre de l'Éducation et de la Science de 1945 à 1948.

- Aurigny
  - Dorothy Leach
    - Responsable de la Politique et des Finances entre 1969 et 1990.

- Allemagne (RDA) :
  - Hilde Benjamin
    - Ministre de la Justice de 1953 à 1967.

  - Elisabeth Zaisser (1898-1987)
    - Secrétaire d'État à l'Éducation de 1949 à 1952.
    - Ministre de l'Éducation de 1952 à 1954.

- Allemagne (RFA) :
  - Gabriele Wülker
    - Secrétaire d'État à la Famille et à la Jeunesse entre 1957 et 1959.

  - Elisabeth Schwarzhaupt (1901-1986)[44]
    - Ministre des Affaires sanitaires de 1961 à 1966.

- Andorre
  - Mercé Sansa Renyer
    - Ministre des Services publics entre 1985 et 1989 et entre 1993 et 1994.

- Autriche
  - Helene Postranecky
    - Sous-secrétaire d'État à l'Alimentation en 1945.

- Belgique
  - Marguerite De Riemaecker-Legot
    - Ministre de la Famille et du Foyer entre 1965 et 1968.

- Biélorussie :
  - Evdokiya Ilinichna Uralova
    - Commissaire du peuple à l'Éducation de 1938 à 1940.

- Bosnie-Herzégovine
  - Seada Curcic-Selimanic
    - Ministre de l'Éducation dans les années 1940.

  - Dušanka Kovačević
    - Vice-ministre des Finances entre 1996 et 1998.

- Bulgarie
  - Tsola Dragoycheva[45].

- -     - Ministre des Postes, Télégraphes et Téléphones de 1947 à 1957.

- Chypre
  - Stella Soulitou
    - Ministre de la Justice, des Affaires sociales et de la Culture entre 1960 et 1970.
    - Ministre de la Santé entre 1964 et 1966.

- Chypre du Nord
  - On compte une femme née en 1941 comme sous-secrétaire d'État à l'Économie entre 1978 et 1993.
  - Onur Boman
    - Ministre de l'Économie et des Finances entre 1993 et 1995.
    - Ministre du Travail et de la Reconversion entre 1998 et 1999.

- Croatie
  - Anka Berus
    - Ministre des Finances entre 1945 et 1953.

- Danemark :
  - Nina Bang (1866-1928)[46],[38]
    - Ministre de l'Éducation de 1924 à 1926.

- Espagne :
  - Federica Montseny[43].
    - Ministre de la Santé et de l'Assistance sociale de 1936 à 1937.

- Estonie
  - Olga Lauristin
    - Ministre de la Sécurité sociale entre 1944 et 1947.
    - Ministre du Cinéma de 1947 à 1951.

- Îles Féroé :
  - Jóngerð Purkhús
    - Ministre des Finances, du Commerce et de l'Environnement entre 1984 et 1989.
    - Ministre de l'Économie, des Statistiques, du Transport et de la Justice entre 1989 et 1991.

- Finlande :
  - Miina Sillanpää[38]
    - Vice-ministre des Affaires sociales de 1926 à 1927.

- France :
  - Cécile Brunschvicg[47]
    - Sous-secrétaire d'État à l'Éducation de 1936 à 1937.

  - Suzanne Lacore[47]
    - Sous-secrétaire d'État à la Protection de l'Enfance de 1936 à 1937.

  - Irène Joliot-Curie[47]
    - Sous-secrétaire d'État à la Recherche scientifique en 1936.

  - Germaine Poinso-Chapuis[48]
    - Ministre de la Santé publique et de la Population de 1947 à 1948.

- Gibraltar
  - E.W.A Chiappe
    - Ministre de l'Éducation de 1964 à 1968.

- Grèce
  - Lína Tsaldári
    - Ministre des Affaires sociales entre 1956 et 1958.

- Groenland
  - Agnete Johanne Davidsen
    - Ministre des Conditions sociales entre 1983 et 1984.

- Hongrie :
  - Anna Ratkó
    - Ministre de la Santé de 1949 à 1953.

- Irlande :
  - Constance Markievicz
    - Ministre du Travail de 1919 à 1922.

- Irlande du Nord :
  - Dehra Parker
    - Ministre de la Santé de 1949 à 1957.

- Islande
  - Auður Auðens
    - Ministre de la Justice et des Affaires de l'Église de 1970 à 1972.

- Italie
  - Angela Maria Guidi Cingolani
    - Sous-secrétaire d'État à l'Industrie et au Commerce entre 1951 et 1953.

  - Tina Anselmi[49]
    - Ministre du Travail et de la Sécurité sociale entre 1976 et 1978.
    - Ministre de la Santé entre 1978 et 1979.

- Kosovo
  - Katarina Patrnogic
    - Secrétaire d'État aux Finances dans les années 1950 et 1960.

- Lettonie
  - Valentina Pikkel
    - Ministre des Affaires sociales entre 1961 et 1990.

- Liechtenstein :
  - Maria Foser
    - Ministre des Affaires sociales entre 1984 et 1993.

- Lituanie
  - I.I. Ianchaitė
    - Ministre des Affaires sociales entre 1960 et 1971.

- Luxembourg
  - Madeleine Frieden-Kinnen
    - Secrétaire d'État à la Famille, la Solidarité sociale, la Jeunesse, la Population et l'Éducation nationale entre 1967 et 1969.
    - Ministre de la Famille, de la Jeunesse, de la Solidarité sociale, de la Santé, de la Culture et des Affaires religieuses entre 1969 et 1971.

- Macédoine du Nord
  - Vera Dosta Aceva
    - Ministre de l'Agriculture de 1949 à 1952.

- Malte
  - Agatha Barbara
    - Ministre de l'Éducation et de la Culture entre 1955 et 1958 et entre 1971 et 1974.
    - Ministre du Travail, de la Santé et de la Culture entre 1974 et 1981.

- Moldavie
  - Olga V. Bykova
    - Ministre des Affaires sociales entre 1962 et 1989 ou 1990.

- Monaco
  - Sophie Thevenoux
    - Conseillère du gouvernement pour les Finances et l'Économie en 2009.

- Monténégro
  - Milica Pajković
    - Sous-secrétaire d'État à la Santé et aux Affaires sociales pendant les années 1950 et 1960.

- Norvège :
  - Kirsten Hansteen
    - Ministre consultative au ministère des Affaires sociales en 1945.

  - Aaslaug Aasland
    - Ministre des Affaires sociales de 1948 à 1953.

- Pays-Bas
  - Anna de Waal
    - Secrétaire d'État à l'Éducation, aux Arts et à la Science entre 1953 et 1957.

  - Marga Klompé
    - Ministre des Affaires sociales de 1956 à 1963.
    - Ministre de la Culture, du Temps libre et du Travail social entre 1966 et 1971.

- Pologne :
  - Irena Kosmowska

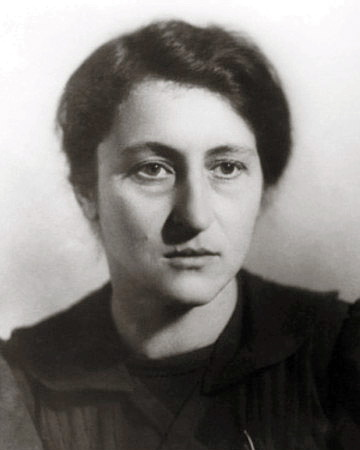
Wanda Wasilewska.

    - Vice-ministre à l'Assistance sociale en 1918.

  - Wanda Wasilewska
    - Vice-présidente du gouvernement en 1944.

  - Zofia Wasilkowska
    - Ministre de la Justice entre 1956 et 1957.

- Portugal
  - Maria Teresa Carcomo Lobo
    - Sous-secrétaire d'État aux Affaires sociales de 1970 à 1973.
    - Ministre des Affaires sociales de 1970 à 1973.

- Serbie
  - Mitra Mitrovic-Djilas
    - Ministre de l'Éducation entre 1945 et 1949.
    - Ministre de l'Éducation, de la Science et de la Culture de 1951 à 1953.

- Slovénie
  - Vida Tomšić
    - Ministre de la Politique sociale entre 1945 et 1946.

- Suède
  - Karin Kock-Lindberg
    - Ministre sans portefeuille entre 1947 et 1948.
    - Ministre de l'Économie domestique entre 1948 et 1949.

- Suisse
  - Elisabeth Kopp
    - Conseillère fédérale à la Justice et à la Police entre 1984 et 1989.

- Tchécoslovaquie
  - Anezka Hodinová-Spurná
    - Membre du gouvernement en exil en 1938 et entre 1940 et 1945.

- Roumanie
  - Florica Bagdasar
    - Ministre de la Santé de 1946 à 1947.

  - Ana Pauker
    - Ministre des Affaires étrangères de 1947 à 1952.

- Royaume-Uni :
  - Margaret Bondfield[50]
    - Ministre du Travail de 1929 à 1931.

- Saint-Marin
  - Clara Boscaglia
    - Ministre d'État, ministre des Travaux publics entre 1974 et 1976.
    - Ministre d'État, ministre de l'Intérieur et de la Justice en 1978.
    - Secrétaire d'État aux Finances et au Budget entre 1986 et 1990.

- URSS :
  - Sophie Panine
    - Vice-ministre de la Santé et de l'Éducation pendant 1917.

  - Alexandra Kollontaï[40]
    - Commissaire du peuple à l'Assistance publique de 1917 à 1918.

- Vatican :
  - Enrica Rosanna
    - Sous-secrétaire d'État pour la Congrégration aux Instituts pour la vie consacrée en 2004.

## Océanie
L'Océanie regroupe par convention des pays, des archipels et des îles très divers, avec une histoire très différente. Ce n'est pas vraiment un continent. Les trois principaux pays sont l'Australie, la Nouvelle-Zélande et la Papouasie-Nouvelle-Guinée

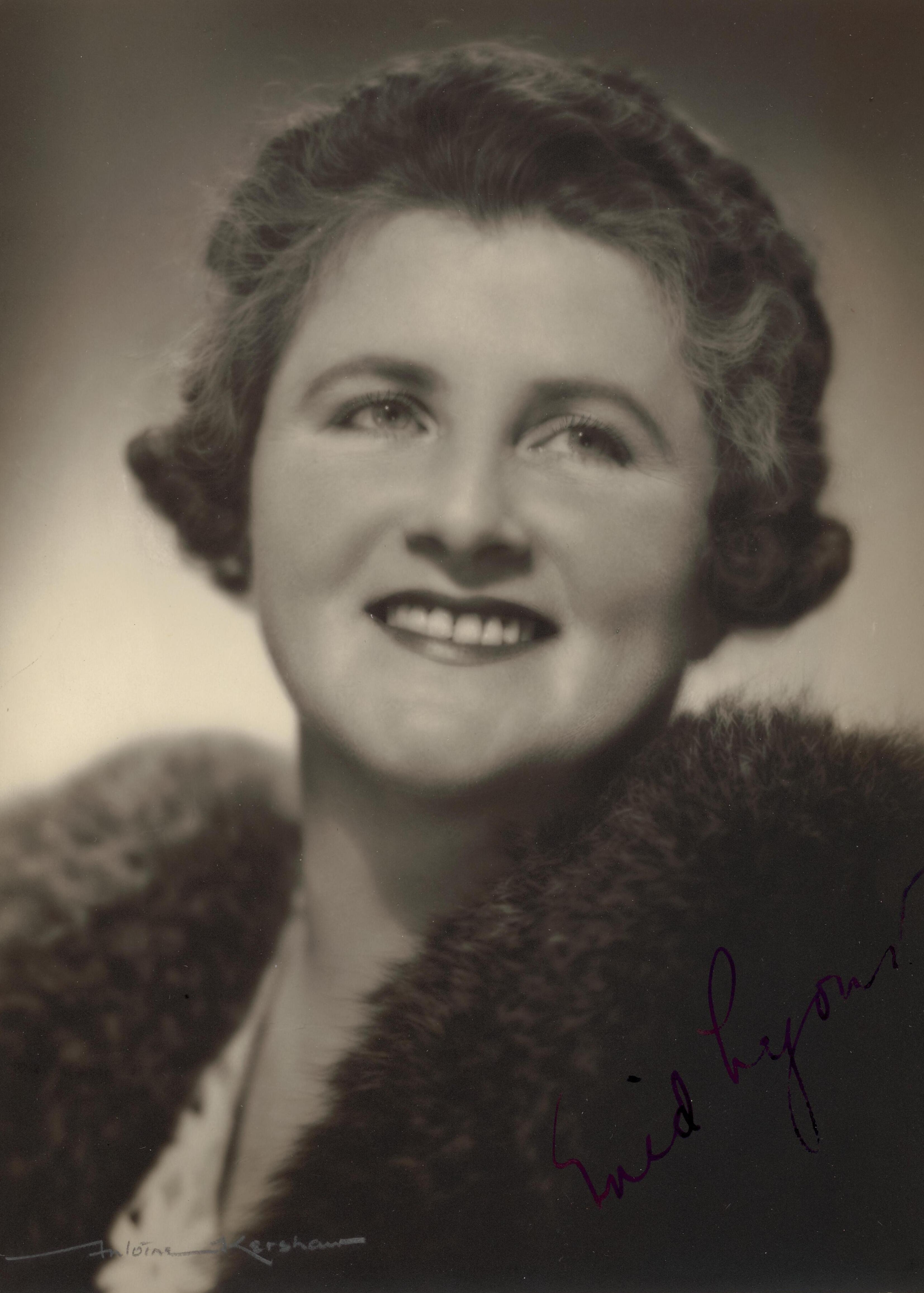
Enid Lyons.

Les pionnières au sein du gouvernement australien, Florence Cardell-Oliver et Enid Lyons, se sont imposées juste après la Seconde Guerre mondiale, même si la repartie d'Enid Lyons, d'un humour un peu grinçant, indiquant qu'elle « préparait également le thé » pour les réunions du conseil des ministres, en l'absence de portefeuille ministériel précis, montre que ces premières nominations avaient encore un caractère plutôt symbolique. L'inclusion plus systématique de personnalités politiques féminines dans les gouvernements successifs australiens est une évolution des années 1980. De 1980 à 1989, 28 femmes sont ministres, à comparer aux huit dans les 30 années précédentes. En revanche, il faut attendre novembre 2007 pour qu'une première femme d'origine aborigène soit désignée ministre, Marion Scrymgour (en). Cette même année 2007, un gouvernement australien comprend pour la première fois une femme australienne d'origine asiatique, et qui s'affirme également homosexuelle, Penny Wong,. Pour cet État fédéral, une autre pionnière est Quentin Bryce, gouverneure générale d'Australie, 25e personnalité à prendre en charge cette fonction, en 2008, et première femme.

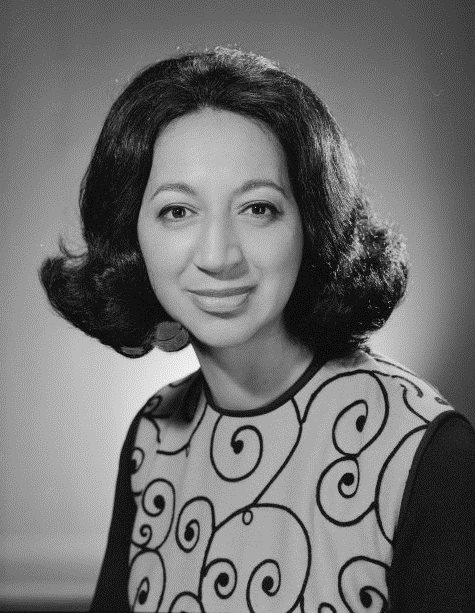
Whetu Tirikatene-Sullivan.

En 1972, Whetu Tirikatene-Sullivan devient la première femme d'origine maori désignée ministre en Nouvelle-Zélande. Elle est ministre du Tourisme, puis, à partir de 1974, ministre de l'Environnement. La proportion hommes-femmes reste très variable au XXe siècle au sein des gouvernements néozélandais. Robert Muldoon, Premier ministre de décembre 1975 à juillet 1984, a désigné exclusivement des hommes comme ministres dans ses cabinets successifs. En comparaison, 15 ans plus tard, la première équipe constituée par Helen Clark en 1999 comprenait sept femmes.
En Papouasie-Nouvelle-Guinée, la personnalité politique féminine pionnière est Nahau Rooney, nommée ministre en 1977.
- Australie
  - Florence Cardell-Oliver[51]

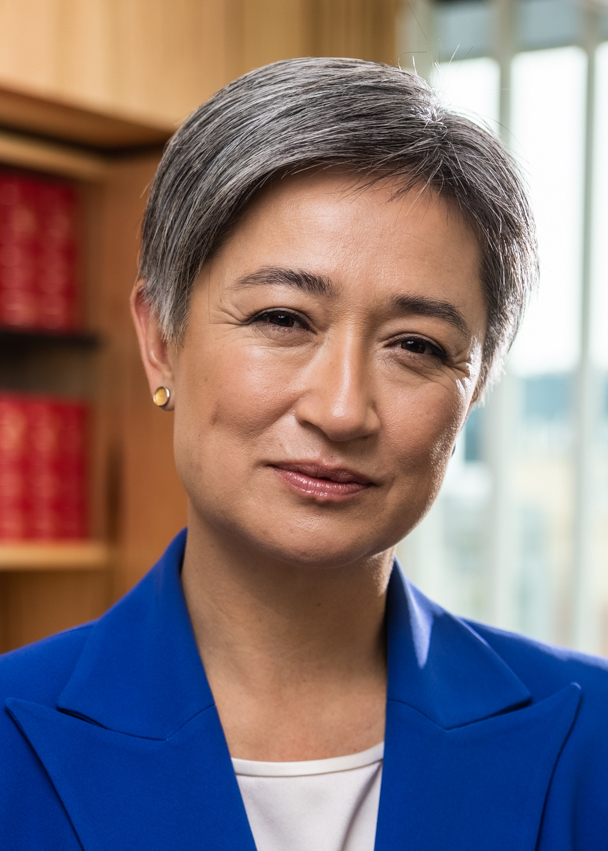
Penny Wong.

    - Ministre honoraire de l'Approvisionnement et de la Navigation d'Australie-Occidentale de 1947 à 1949 ;
    - Ministre de la Santé d'Australie-Occidentale de 1949 à 1953.

  - Enid Lyons[51]
    - Vice-présidente du gouvernement, un poste honorifique, en 1949[51].

  - Annabelle Rankin
    - Ministre du Logement de 1966 à 1971.

- Îles Cook :
  - Fanaura Kingstone
    - Ministre des Affaires internes et des Postes en 1983.

  - Rose Toki-Brown
    - Première ministre en 2019, par intérim.

- Fidji :
  - Losalini Raravuya Dovi
    - Vice-ministre du Développement urbain et de la Protection sociale entre 1975 et 1977.

  - Litia Cakobau
    - Ministre de la Culture entre 1987 et 1988.

- Kiribati :
  - Tereki Tibwere Russell
    - Ministre de la Santé publique de 1975 à 1977 (pendant la période d'autonomie précédant l'indépendance).

  - Après l'indépendance du pays en 1979, il faut attendre 2003 pour voir une femme nommée à un poste de ministre de rang plein, lorsque Teima Onorio devient vice-présidente de la République, et conjointement ministre de l'Éducation, de la Jeunesse et des Sports[55].

- Îles Mariannes du Nord :
  - Lucy Dlg. Nielsen
    - Secrétaire d'État aux Finances entre 1998 et 2002.

- Îles Marshall :
  - Marie Maddison
    - Secrétaire d'État à la Santé et aux Services sociaux dans les années 1980.
    - Secrétaire d'État à l'Éducation entre 1992 et 1994.
    - Secrétaire d'État aux Affaires étrangères et au Commerce entre 1999 et 2002.

  - Evelyn Konou
    - Ministre des Services de Santé et de l'Environnement entre 1993 et 1994.
    - Ministre de l'Éducation entre 1994 et 1997.

- Nauru :
  - Ruby Dediya (1949- )
    - Ministre des Finances entre 1986 et 1989.

- Niue :
  - O'love Tauveve Jacobsen
    - Ministre de l'Environnement, de l'Éducation, des Arts culturels et ethniques, de la Religion, des Sports et des Affaires de la Jeunesse entre 1993 et 1999.

- Île Norfolk :
  - Eleanore B. Read
    - Ministre des Services à la Communauté entre 1983 et 1986.

- Nouvelle-Calédonie :
  - Yvonne Hnada
    - Ministre entre 1982 et 1984.

- Nouvelle-Zélande :
  - Mabel Howard[51]
    - Ministre de la Santé, des Affaires sociales, des Femmes et de la Protection de l'enfance de 1947 à 1949.

- Palaos :
  - Sandra Pierantozzi
    - Ministre de l'Administration et du Budget entre 1989 et 1996.
    - Ministre de l'Administration en 2001.
    - Ministre de la Santé en 2001.

- Papouasie-Nouvelle-Guinée :
  - Nahau Rooney
    - Ministre des Institutions correctives et des Licences d'alcool entre 1977 et 1979.
    - Ministre de la Justice en 1979.
    - Ministre de la Décentralisation entre 1980 et 1982.
    - Ministre de la Culture, du Tourisme et de l'Aviation civile entre 1985 et 1987.

- Polynésie française :
  - Huguette Hong-Kiou
    - Ministre des Affaires sociales et de la Santé entre 1982 et 1991.

- Salomon :
  - Hilda Thugea Kari
    - Ministre de l'Énergie, des Mines et des Minéraux entre 1993 et 1994.
    - Ministre des Forêts, de l'Environnement et du Patrimoine entre 1997 et 2000.
    - Ministre de la Jeunesse, des Femmes et des Sports en 2000 et entre 2000 et 2001.
    - Ministre du Territoire et du Foyer en 2000.

- Samoa :
  - Naomi Mata'afa
    - Ministre de la Culture, de la Jeunesse et des Sports entre 1991 et 2006.
    - Ministre de l'Éducation entre 1995 et 2006.
    - Ministre du Travail entre 1995 et 2001.
    - Ministre des Femmes et du Développement communautaire et social entre 2006 et 2011.
    - Ministre de la Justice depuis 2011.

- Tonga :
  - On compte trois femmes ministres par intérim en 2004.
  - Malia Viviena Numia Afeaki Taumoepeau
    - Ministre de la Justice en 2006. (Première femme ministre de rang plein.)

- Tuvalu :
  - Naama Latasi
    - Ministre du Gouvernement local, de l'Éducation et de la Santé entre 1989 et 1993.

- Vanuatu :
  - Hilda Lini
    - Ministre de l'Approvisionnement en milieu rural et de la Santé entre 1991 et 1995.
    - Ministre des Affaires étrangères en 1993.
    - Ministre de la Justice, de la Culture et des Affaires féminine entre octobre et novembre 1996.

## Entrée dans un gouvernement par année (exemples)
Le premier pays à voir entrer une femme dans un gouvernement est-européen est la Russie (1917). Dans la zone ouest-européenne c'est l'Irlande (1919), asiatique la Mongolie (1930), américaine les États-Unis (1933), océanienne la Nouvelle-Zélande et l'Australie (1947) et africaine le Liberia (1948).
- 1917 : Russie.
- 1919 : Irlande.
- 1924 : Danemark.
- 1927 : Finlande.
- 1929 : Royaume-Uni.
- 1930 : Mongolie.
- 1932 : Kirghizistan.
- 1933 : États-Unis.
- 1936 : Espagne, France.
- 1937 : Irlande du Nord.
- 1938 : Biélorussie, Tchécoslovaquie (exil), Chine.
- 1944 : Équateur.
- 1945 : Albanie, Norvège, Autriche, Croatie, Serbie, Slovénie.
- 1946 : Indonésie, Roumanie, Haïti.
- 1947 : Bulgarie, Australie, Nouvelle-Zélande, Inde, Suède.
- 1948 : Corée du Nord, Corée du Sud, Philippines, Liberia.
- 1949 : République démocratique allemande, Hongrie, Israël, Macédoine.
- 1950 : Nicaragua, Panama, Slovaquie, Kosovo.
- 1952 : Chili, Argentine, Birmanie, Cuba, Ouzbékistan.
- 1955 : Jamaïque, Malte.
- 1956 : Colombie, Pays-Bas, Grèce, Sri Lanka.
- 1957 : Canada, Guyana, Géorgie, Azerbaïdjan.
- 1958 : Burkina Faso, Dominique, Costa Rica, Mexique.
- 1959 : Cambodge, Irak, Turkménistan, Népal, Kazakhstan.
- 1960 : Japon, Chypre, Tadjikistan, Lituanie.
- 1961 : RFA, Grenade, Lettonie.
- 1962 : Égypte, Brésil, Pakistan, Moldavie, Sierra Leone, Tanzanie.
- 1963 : Trinité-et-Tobago, Ghana.
- 1964 : Zambie, Rwanda, Gibraltar.
- 1965 : Afghanistan, Honduras, Belgique, Belize.
- 1966 : Éthiopie.
- 1967 : Zaïre, Luxembourg.
- 1968 : Iran, Bahamas, Bermudes, Uruguay.
- 1969 : Aurigny, Malaisie, Venezuela, Sud-Vietnam.
- 1970 : Islande, Cameroun, République centrafricaine, Portugal, Montserrat, Antilles néerlandaises, Transkei, Jersey, île de Man, République du Congo.
- 1971 : Mauritanie, Turquie, îles Vierges britanniques.
- 1972 : Bangladesh.
- 1974 : Ouganda, Saint-Marin, Sainte-Lucie, Niger, Salvador.
- 1975 : Malawi, Sao Tomé-et-Principe, Mozambique, Arménie, Maurice.
- 1976 : Syrie, Thaïlande, Italie, Soudan.
- 1977 : Madagascar, Papouasie-Nouvelle-Guinée, Maldives.
- 1978 : Guinée équatoriale, Sénégal, Guatemala, Togo.
- 1979 : Nigeria, îles Marshall.
- 1980 : Gabon, Suriname, Jordanie, Zimbabwe, îles Malouines.
- 1981 : Guinée-Bissau, Zanzibar.
- 1982 : Angola, Algérie, Gambie, Polynésie française, Nouvelle-Calédonie.
- 1983 : Tunisie, îles Cook, Groenland, île Norfolk.
- 1984 : Suisse, Saint-Christophe-et-Niévès, îles Féroé, Liechtenstein.
- 1985 : Andorre, Macao.
- 1986 : Seychelles, Lesotho, Nauru.
- 1987 : Namibie, Swaziland, Laos, Fidji, Pérou.
- 1988 : Singapour, Taïwan.
- 1989 : Paraguay, Saint-Vincent-et-les-Grenadines, Salvador, Bénin, Afrique du Sud, Palau, Libye, Tuvalu.
- 1990 : Tibet (exil), Bhoutan.
- 1991 : Érythrée, Samoa, Cap-Vert, Comores, Yémen, Koweït, Vanuatu, Aruba.
- 1993 : îles Salomon, Chypre du Nord.
- 1994 : Somalie, Maroc, Palestine.
- 1995 : Oman, Brunei, Kenya.
- 1996 : Bosnie-Herzégovine, Qatar, Émirats arabes unis.
- 1998 : îles Mariannes.
- 1999 : Djibouti, Kurdistan.
- 2000 : Bahreïn.
- 2001 : Antigua-et-Barbuda, Timor oriental.
- 2002 : Somaliland.
- 2004 : Vatican.
- 2006 : Tonga.
- 2009 : Monaco, Arabie saoudite.